# Nguyên Trai
 (novembre 2017).
Si vous disposez d'ouvrages ou d'articles de référence ou si vous connaissez des sites web de qualité traitant du thème abordé ici, merci de compléter l'article en donnant les références utiles à sa vérifiabilité et en les liant à la section « Notes et références ».
Nguyên Trai (1380-1442), sous le pseudonyme Uc Trai, est un lettré confucéen, poète et homme politique vietnamien sous les dynasties Hô et Lê.
En 1400, alors qu’il réussit le premier concours royal sous le règne des Hô, il se voit décerner le grade de docteur grâce auquel il devient un homme d’État. Après la chute de la dynastie Hô, à la suite de l’échec dans la lutte contre les envahisseurs chinois en 1407, Nguyên Trai participe à la résistance Lam Son contre l’armée chinoise sous la direction de Lê Lợi et devient le stratège principal du militaire vietnamien. Après la victoire définitive des Vietnamiens en 1427, Nguyên Trai reçoit le titre de marquis et travaille comme mandarin dans la cour impériale des Lê jusqu’en 1442, où toute sa famille est exterminée à cause de l’affaire du Jardin de Litchi.
Nguyên Trai est un des personnages historiques les plus connus du Vietnam,. Ses apports au développement de la littérature et de l’idéologie vietnamiennes sont d’actualité, et fait qu’il est toujours très respecté aujourd’hui,,.

## Biographie

### Enfance et adolescence
Nguyên Trai, né en 1380, est le fils aîné de Nguyên Phi Khanh et de Trân Thi Thai, fille de l’archichancelier Trần Nguyên Đán (vi). Après la mort de leur mère, Nguyên Trai et ses frères viennent vivre ensemble avec leur grand-père maternel. En 1390, Trân Nguyên Dan mourant, ils reviennent chez leur père à Nhi Khê (à environ 20 km au sud de Hanoï).
Pendant son enfance, Nguyên Trai aime beaucoup la lecture. Jeune, il est déjà connu pour son talent en littérature et ses connaissances sur des domaines variés : histoire, géographie, art militaire, différentes écoles idéologiques orientales…

### Carrière politique sous la dynastie Hô
En 1400, Hồ Quý Ly renverse l’empereur Trân et fonde la dynastie Hô. La même année, il organise officiellement le premier concours royal que réussit Nguyên Trai. Celui-ci occupe le quatrième rang parmi les docteurs et commence à travailler comme chef des censeurs dans la cour des Hô à l’âge de vingt ans.
En 1407, l’empereur chinois Ming Chengzu donne au général Zhang Fu (en) l'ordre de conquérir le Daï Ngu. La cour des Hô lutte contre les envahisseurs, mais connaît l’échec. Le Vietnam tombe à nouveau aux mains des Chinois. 

### Contribution à la résistance Lam Son
La résistance Lam Son contre les Chinois commence en 1416, après la prestation de serment à Lũng Nhai (vi) par Lê Lợi et dix-huit autres personnes. Il n’est pas sûr que Nguyên Trai participe à cet événement. Faute de documents, on ne peut savoir en quelle année Nguyên Trai voit Lê Loi pour la première fois, mais cette rencontre a assurément lieu à Lôi Giang[pourquoi ?]. Lors de son premier entretien avec Lê Loi, Nguyên Trai lui présente sa tactique dans laquelle il propose trois expédients visant à chasser les envahisseurs chinois. Très content, Lê Loi nomme Nguyên Trai académicien et lui permet de discuter d'affaires militaires.
En 1426, Lê Loi commande à son militaire de se rendre vers Dong Quan. Il fait construire un pavillon à plusieurs étages à Bô Dê, au bord du fleuve Rouge, et en est quotidiennement assis au dernier étage pour observer le militaire chinois dans la cité. Nguyên Trai bénéficie d’un bureau à l’étage juste en dessous pour facilement discuter des stratégies avec son chef.
En 1427, capitule le militaire chinois. En entendant des conseils de Nguyên Trai, Lê Loi décide de ne pas continuer à battre les Chinois. La guerre entre les deux pays finit officiellement après la prestation de serment à Dong Quan le 10 décembre 1427.

### Carrière politique sous la dynastie Lê
Après la victoire du militaire vietnamien, Nguyên Trai écrit Grande proclamation du triomphe sur la Chine pour annoncer la libération du pays à tous les citoyens. Il continue à servir Lê Loi, qui devient l’empereur Lê Thái Tổ après son avènement.
Quelques années plus tard, dans l’objectif de purger les dignitaires contribuant largement à la résistance contre les Chinois, Lê Thai Tô impute la haute trahison à Trần Nguyên Hãn (vi), ce qui force ce dernier à se suicider et qui pousse Nguyên Trai à être emprisonné. Environ une année plus tard, Nguyên Trai est libéré.
En 1433, Lê Thai Tô meurt. Avant de s’éteindre, il dit au prince héritier, qui va devenir Lê Thái Tông, de confier un poste important à Nguyên Trai. Celui-ci continue à travailler dans la cour jusqu’en 1437, où il se retire à Côn Son.

### Affaire du Jardin de Litchi
En 1442, Lê Thai Tông effectue une patrouille dans le Nord-Est du pays et s’arrête à Haï Duong. Nguyên Trai et Nguyên Thi Lô y recueillent l’empereur. Puis, celui-ci, accompagné de Nguyên Thi Lô, va au Jardin du Litchi à Bac Ninh où il converse avec l’épouse de Nguyên Trai durant une nuit. Lê Thai Tông s’éteint brusquement à l’arrivée de l’aube. La cour accuse faussement Nguyên Thi Lô d’avoir assassiné l’empereur, toute sa famille, dont Nguyên Trai, est alors exterminée selon la loi médiévale, et beaucoup de ses ouvrages sont détruits.

## Apports à la littérature et à la culture du Viêt Nam
Grâce à ses connaissances sur plusieurs domaines, Nguyên Trai contribue largement au développement littéraire et culturel du Vietnam.
Sur le plan littéraire, il est un des premiers hommes de lettres à créer des œuvres en langue nationale. Il montre également beaucoup de talent dans des écrits en chinois.
Quant à son idéologie, elle est étroitement liée au confucianisme teinté de bouddhisme et de taoïsme. Nguyên Trai exploite exhaustivement les conceptions de la bienveillance et de la justice du confucianisme. Ses pensées se présentent clairement dans les poèmes visant à l’instruire, tout autant que les membres de sa famille.
En géographie, il est l’auteur de l’ouvrage La Chorographie dans lequel il décrit minutieusement le milieu et le climat du Vietnam de son époque.

## Reconnaissance et commémoration
En 1464, l’empereur Lê Thanh Tông reconnaît officiellement l’innocence de Nguyên Trai dans l’affaire du Jardin de Litchi, et le nomme comte à titre posthume. En 1512, l’empereur Lê Tương Dực lui décerne le titre de marquis.
L'UNESCO célèbre en 1980 le 600e anniversaire de Nguyên Trai. La même année, le Viêt Nam, depuis quelques années unifié sous l'autorité du parti communiste viêtnamien, diffuse une collection de timbres à son effigie.
Un temple dédié au culte de Nguyên Trai se situe à Côn Son, dans la province de Hải Dương, où il s’est retiré avant son trépas.
La romancière française Yveline Féray a écrit un roman autour de Nguyên Trai: Dix mille printemps.